# Raketflygplan

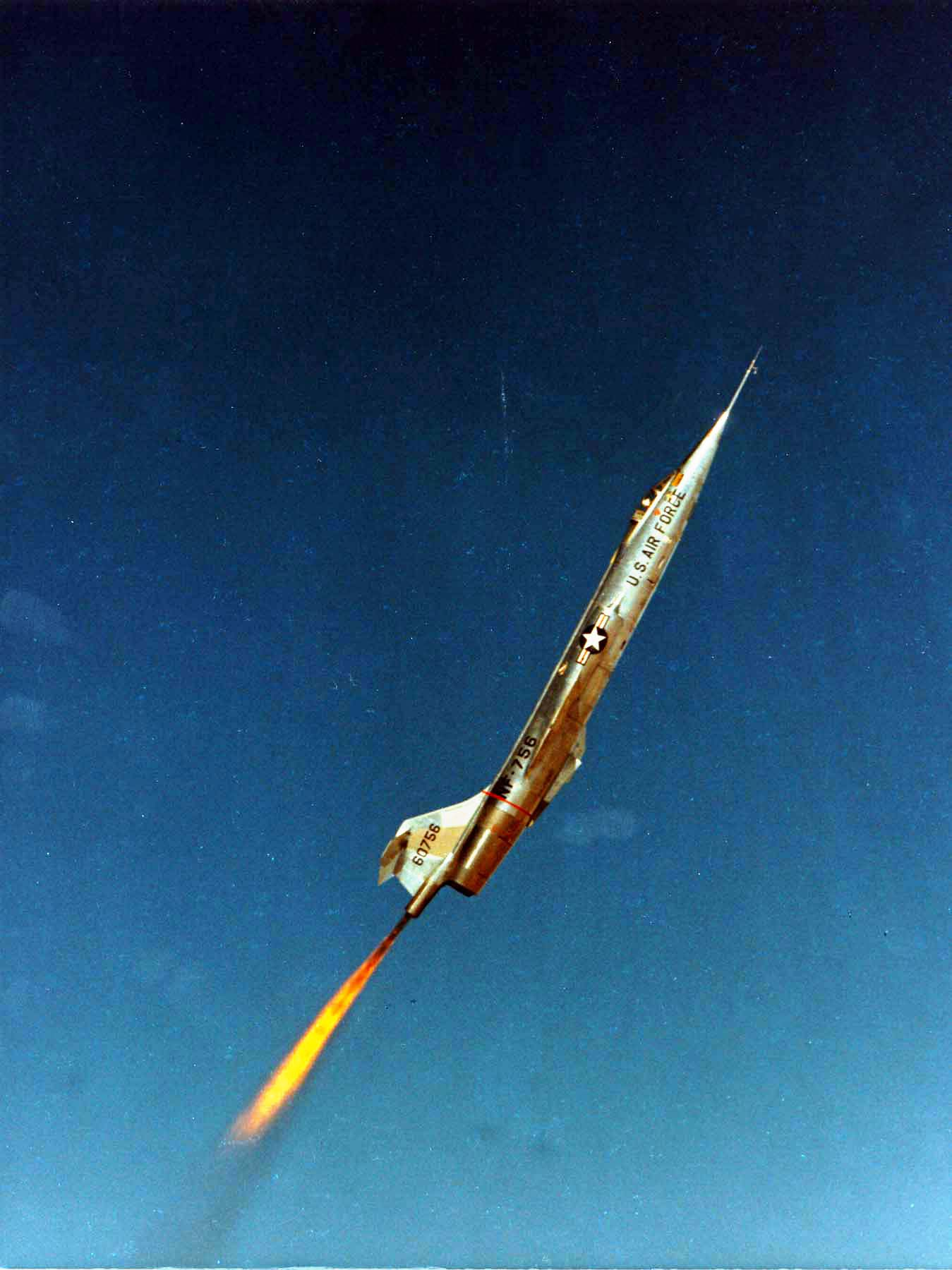
Lockheed NF-104A.

Ett raketflygplan är ett flygplan som drivs av en raketmotor, ibland som tillägg till en vanlig jetmotor. Raketflygplan kan uppnå mycket högre hastigheter än jetflygplan av samma storlek, men oftast är motorerna bara på kortare stunder, för att sedan glidflyga, på grund av den höga bränsleåtgången. Eftersom raketflygplan, till skillnad från konventionella typer av flygplan, inte behöver något syre från atmosfären lämpar sig denna flygplanstyp speciellt bra för flygning på extremt höga höjder, de har också en mycket snabbare acceleration och behöver således kortare startbana.

### Fotnoter
1. ↑  ”Raketflygplan”. Nationalencyklopedin. http://www.ne.se/uppslagsverk/encyklopedi/l%C3%A5ng/raketflygplan. Läst 4 maj 2016.